# Diócesis de Fréjus-Tolón
La diócesis de Fréjus-Tolón (en latín: Dioecesis Foroiuliensis-Tolonensis y en francés: Diocèse de Fréjus-Toulon) es una circunscripción eclesiástica de la Iglesia católica en Francia. Se trata de una diócesis latina, sufragánea de la arquidiócesis de Marsella. Desde el 16 de mayo de 2000 su obispo es Dominique Rey, de la Comunidad de Emmanuel.

## Territorio y organización

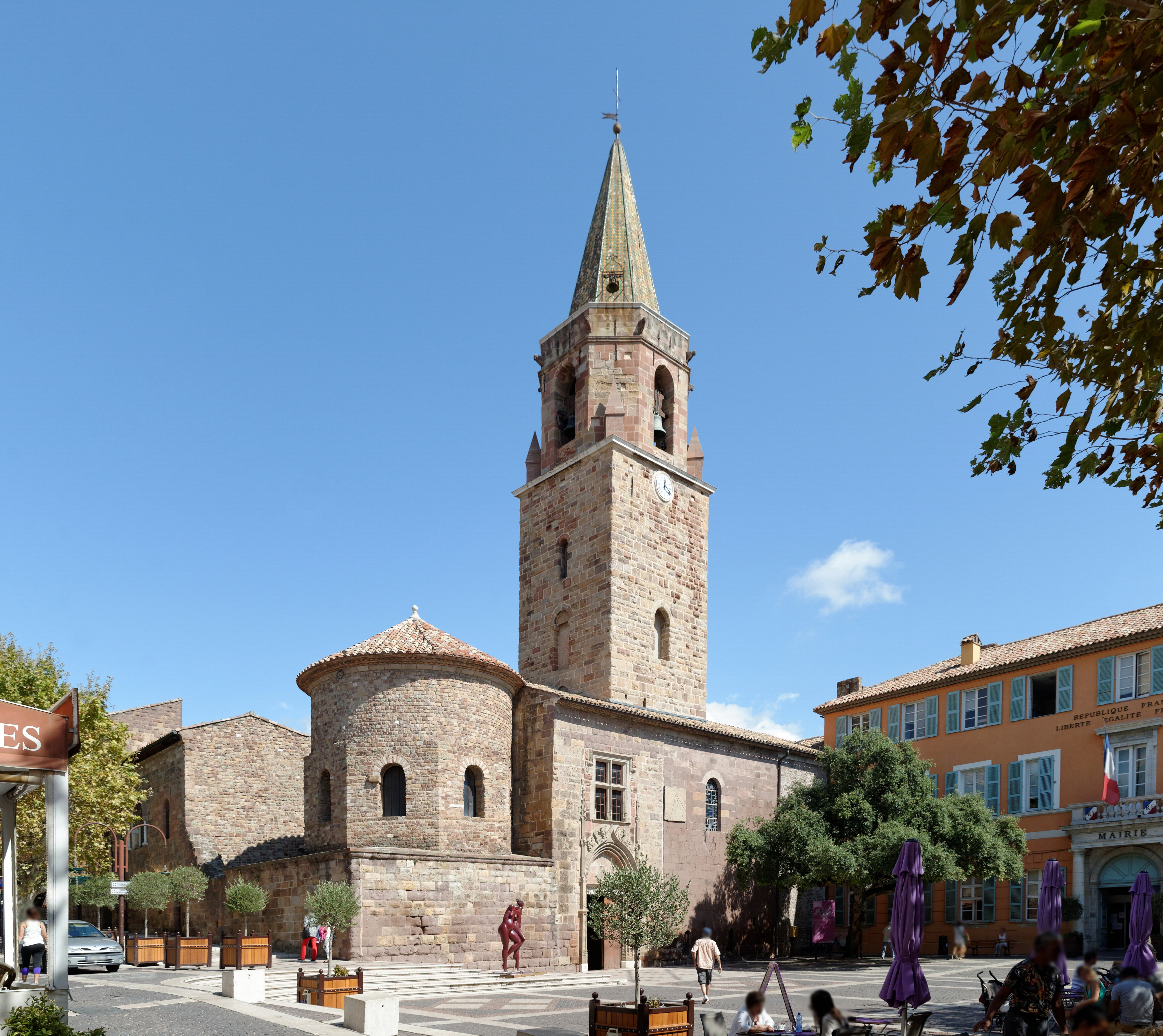
Concatedral de Nuestra Señora y San Esteban, en Fréjus

La diócesis tiene 6032 km² y extiende su jurisdicción sobre los fieles católicos de rito latino residentes en el departamento de Var y en las islas Lérins del departamento Alpes Marítimos. Ambos departamentos pertenecen a la región de Provenza-Alpes-Costa Azul.

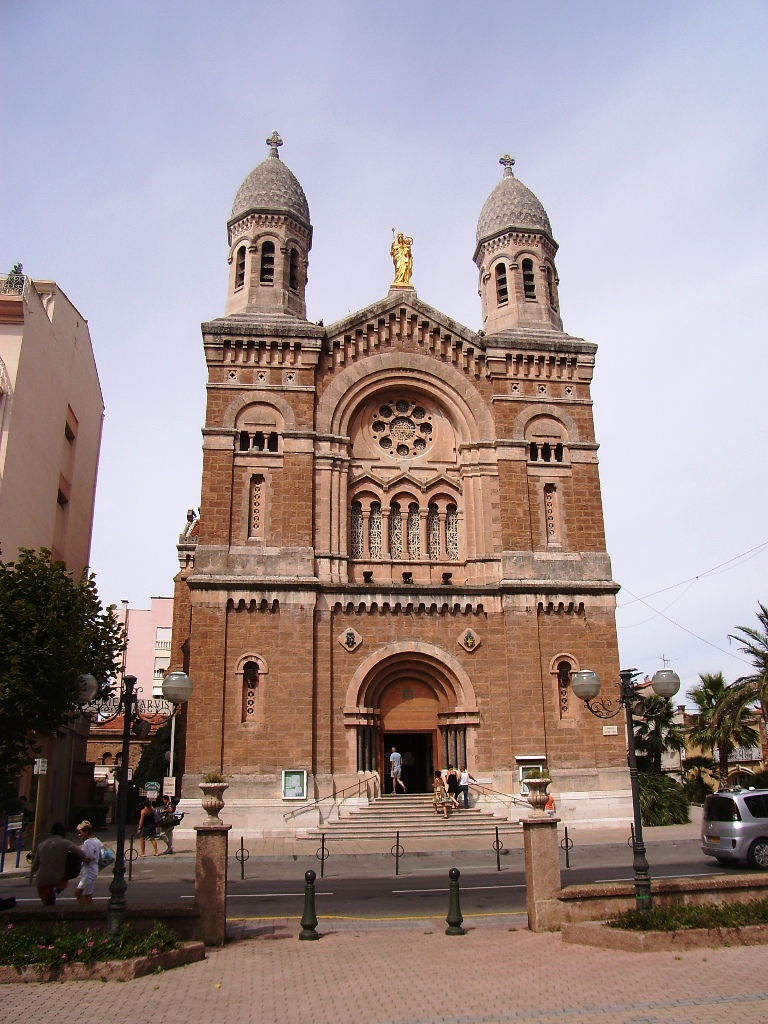
Basílica de Nuestra Señora de la Victoria, en Saint-Raphaël

La sede de la diócesis se encuentra en la ciudad de Tolón, en donde se halla la Catedral de Santa María la Mayor. En Fréjus se encuentra la Concatedral de Nuestra Señora y San Esteban y la excatedral de Saint-Aygulf. En Saint-Raphaël se encuentra la basílica de Nuestra Señora de la Victoria y en Saint-Maximin-la-Sainte-Baume la basílica de Santa María Magdalena.

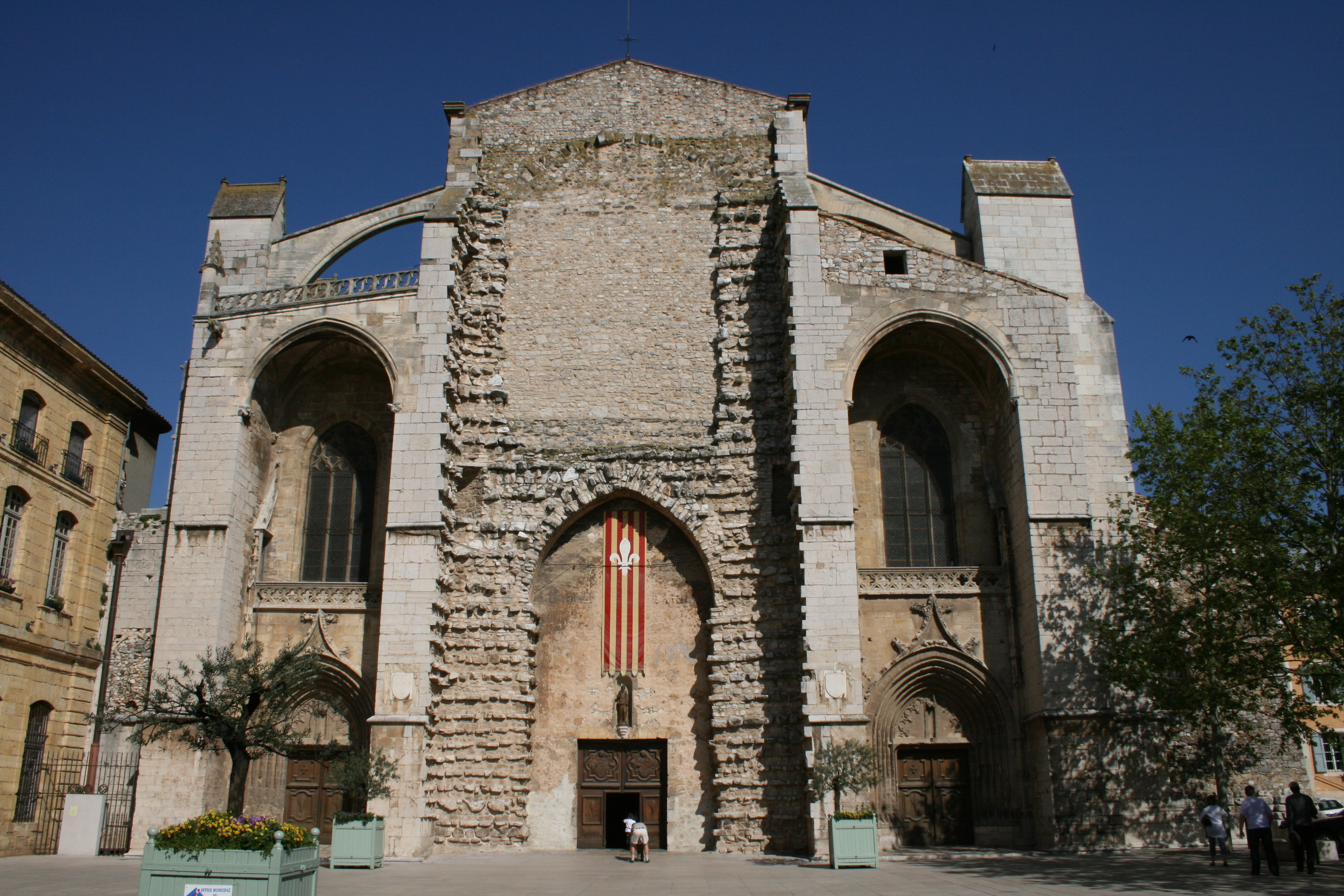
Basílica de Santa María Magdalena, en Saint-Maximin-la-Sainte-Baume

En 2021 en la diócesis existían 91 parroquias agrupadas en 13 decanatos.

## Historia

### Diócesis de Tolón
La primera evidencia de la diócesis de Tolón se remonta al siglo V, cuando el obispo Augustale participó en el Concilio de Orange en el año 441. Inicialmente sufragánea de la arquidiócesis de Vienne, hacia mediados del siglo V pasó a formar parte de la provincia eclesiástica de Arlés.
El segundo obispo de Tolón documentado históricamente fue Cipriano, discípulo y biógrafo de san Cesáreo de Arlés, que participó en numerosos concilios francos en la primera mitad del siglo VI y que desempeñó un papel importante para que los obispos reunidos en Valence en 529 aceptaran La doctrina católica sobre la gracia y el libre albedrío.
Debido a la devastación llevada a cabo por los sarracenos, poco se sabe de la diócesis en la Alta Edad Media, período en el que la sede probablemente permaneció vacante durante largos períodos, como lo demuestra la cronología de los siglos VIII-X, de la que sólo se conocen un puñado de obispos. Sólo en la primera mitad del siglo XI se reanudó ininterrumpidamente la serie episcopal de Tolón.
Entre los obispos de Tolón se puede recordar: Arimino, que participó en la primera cruzada; Pierre Isnard, que participó en el Concilio de Letrán de 1179; Gauthier Gaufredi, que reformó el capítulo de canónigos de la catedral en 1268; Denis Briçonnet, que estuvo presente en el Concilio de Pisa y en el Concilio de Letrán V. Durante el siglo XVI, la diócesis estuvo bajo la administración de los obispos de las familias Fieschi, Della Rovere y Trivulzio.
El seminario diocesano de Tolón fue construido entre los siglos XVII y XVIII por el obispo Armand-Louis Bonin de Chalucet (1692-1712).
Tras el concordato, el 29 de noviembre de 1801 con la bula Qui Christi Domini del papa Pío VII la diócesis de Tolón fue suprimida y su territorio se fusionó con el de la arquidiócesis de Aix. El último obispo, Elléon de Castellane-Mazangues, contraviniendo las disposiciones contenidas en la bula, no dimitió y murió en Udine en 1806. En el momento de la supresión, la diócesis incluía aproximadamente 27 parroquias.

### Diócesis de Fréjus

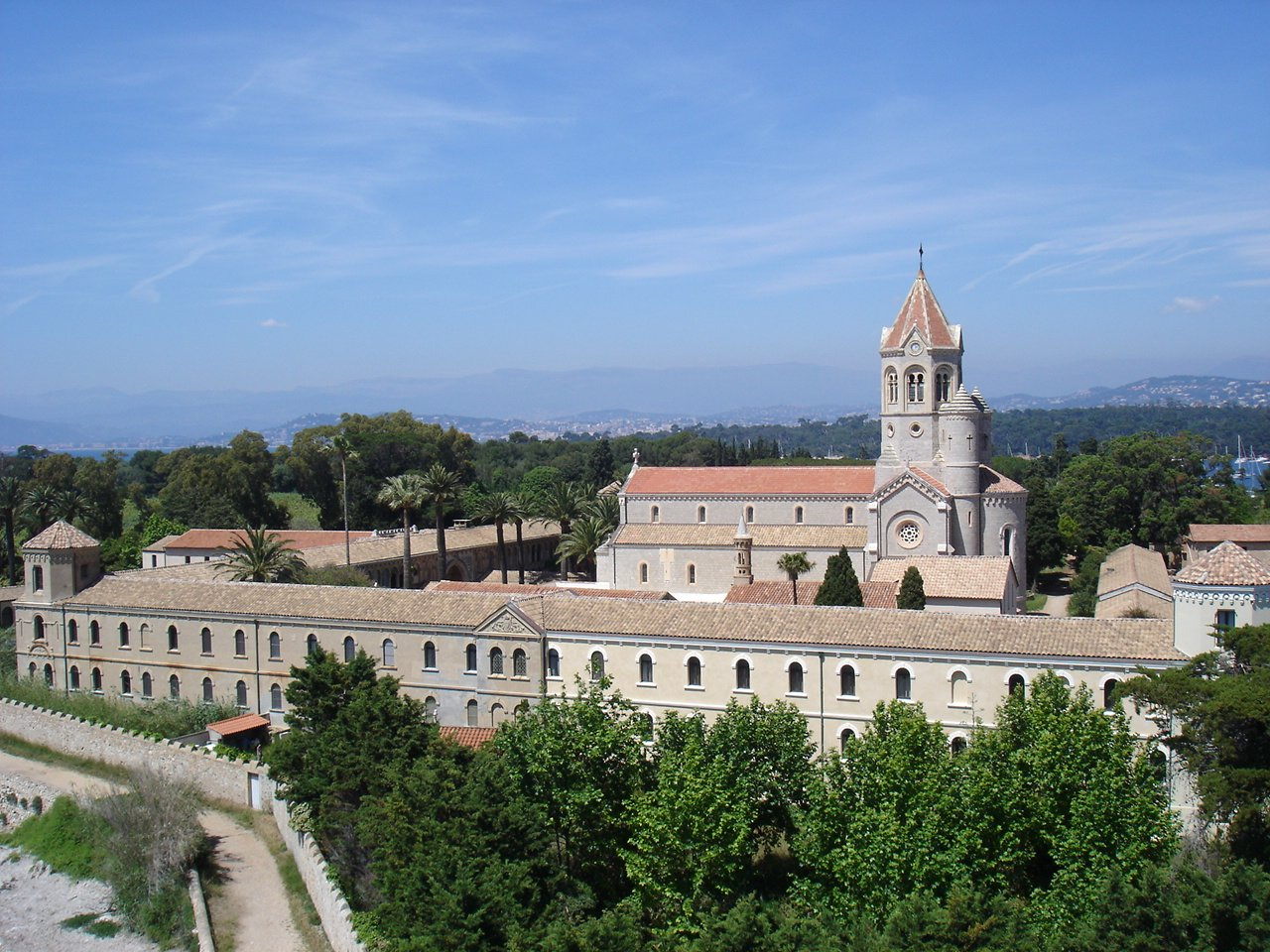
Abadía de Lérins

La fecha de erección de la diócesis de Fréjus es incierta. Está atestiguada por primera vez en el Concilio de Valence del 374: en este año había sido elegido obispo Acceptus, quien, para evitar esta carga, se acusó de crímenes imaginarios; a pesar del apoyo del metropolitano Concordio de Arlés, el concilio juzgó insuficiente su nombramiento. El primer obispo históricamente documentado es san Leoncio, mencionado en una carta del papa Bonifacio I en el año 419. A partir del siglo V la diócesis fue sufragánea de la arquidiócesis de Aix.
El territorio de la diócesis estaba comprendido entre las sedes de Tolón y Aix al oeste, Riez y Senez al norte, Antibes (en la Edad Media diócesis de Grasse) y Vence al este. Era una de las diócesis más grandes de la costa provenzal.
Como ocurre con muchas otras diócesis de Provenza, debido a las frecuentes y devastadoras incursiones de los sarracenos, el período comprendido entre los siglos VII y IX es bastante oscuro y sólo hay dos obispos documentados para este período, una indicación de que, sin embargo, la diócesis sobrevivió hasta el siglo XIX. Alta Edad Media: el obispo Martín está documentado en un diploma del 636, mientras que un obispo anónimo firma las actas del falso Concilio de Narbona del 788. Sólo a finales del siglo X la diócesis pudo resurgir y reconstituirse con la expulsión definitiva de los sarracenos, en tiempos del obispo Riculfo.
En el siglo XI los obispos ubicaron su residencia dentro del castellum en el corazón de la ciudad y es también en este período cuando se documenta por primera vez la existencia del capítulo de canónigos de la catedral, en un acta de 1038.
El período comprendido entre los siglos XI y XII vio el largo episcopado de Bérenger (1091-1131), durante el cual la abadía de Lérins, fundada a finales del siglo IV, obtuvo la exención de la jurisdicción de los obispos de Fréjus.
En 1176 el obispo Frédol de Anduze obtuvo la confirmación de sus derechos feudales del conde de Provenza, y en 1206 Raimond de Capella obtuvo jurisdicción temporal sobre la ciudad de Fréjus.
Entre 1300 y 1310 la sede fue ocupada por el obispo Jacques Arnaud Duèze, que fue trasladado a Aviñón y luego elegido papa en 1316 con el nombre de Juan XXII.
En el siglo XIV más de una docena de obispos se sucedieron en la cátedra de Fréjus, muchos de los cuales nunca residieron en la ciudad episcopal porque estaban empleados en la corte papal de Aviñón. Incluso durante el siglo XV, varios obispos nunca se presentaron en Fréjus, prefiriendo estar representados por los vicarios generales, que gobernaban efectivamente la diócesis. A partir de 1472 el papa asumió la responsabilidad del nombramiento de los obispos; este año comenzó una serie de obispos italianos de las familias Fieschi y Orsini, que, aunque casi nunca se presentaron en Fréjus, entraron en conflicto con las autoridades locales y los reyes de Francia. Leone Orsini se convirtió en obispo a la edad de 12 años en 1525, apareció por primera y única vez en Fréjus en 1547 y murió en el cargo en 1564. La ausencia casi continua de obispos durante más de dos siglos provocó el declive de la vida religiosa de la diócesis.
Entre los siglos XVI y XVII la sede fue ocupada por Barthélémy Camelin (1599-1637), canónigo de la catedral, que fue consagrado sacerdote a la edad de 37 años, tres meses después de la confirmación de su elección episcopal. Aunque inicialmente no fue del agrado de la Santa Sede, fue uno de los obispos más importantes de este período por su compromiso en la aplicación de los decretos de reforma del Concilio de Trento en su diócesis: reformó el capítulo de canónigos de la catedral, hizo varios visitas a su diócesis, intentó eliminar diversos abusos entre el clero diocesano y favoreció la instalación de diversas congregaciones religiosas en la diócesis.
El italiano Giuseppe Zongo Ondedei fundó en 1655 el seminario episcopal, que fue ampliado por Luc d'Aquin (1681-1697). El sucesor de este último, su sobrino Louis d'Aquin, tomó posesión de la diócesis por poder, pero nunca llegó a Fréjus, porque un año después de su nombramiento fue trasladado a Sées. Su sucesor, André-Hercule de Fleury, llegó a Fréjus sólo dos años después de su nombramiento, pero se mostró un obispo celoso, interesado en el bien espiritual de su diócesis y de sus sacerdotes. Fue responsable de la división de la diócesis en 9 decanatos: Fréjus, Saint-Tropez, Lorgues, Seillans, Bargemon, Aups, Barjols, Draguignan y Pignans. Abandonó la diócesis en 1715 y, precisamente por sus cualidades organizativas, más tarde se convirtió en primer ministro y cardenal.
El obispo Martin du Bellay (1739-1766) introdujo varias reformas en la diócesis, entre ellas el cierre de varias cofradías irregulares, la publicación por primera vez de un catecismo y de un Ordo diocesano, y la autorización para comer huevos y productos lácteos durante la cuaresma.
El último obispo del Antiguo Régimen fue Emmanuel-François de Bausset-Roquefort, a quien se encargó de la renovación del edificio del seminario, del inventario de los fondos del archivo diocesano, para lo cual preparó un edificio especial, y de la difusión del culto a santos.
A raíz del concordato, el 29 de noviembre de 1801 con la bula Qui Christi Domini del papa Pío VII la diócesis de Fréjus fue suprimida y su territorio se fusionó con el de la arquidiócesis de Aix.
En junio de 1817 se estipuló un nuevo concordato entre la Santa Sede y el gobierno francés, al que siguió el 27 de julio la bula Commissa divinitus, con la que el papa restauró la sede de Fréjus. Sin embargo, dado que el concordato no entró en vigor al no ser ratificado por el Parlamento de París, esta erección no tuvo efecto. También quedó pendiente el nombramiento de Charles-Alexandre de Richery como obispo de Fréjus, con fecha del 8 de agosto de 1817.
La diócesis de Fréjus fue restablecida definitivamente el 6 de octubre de 1822 con la bula Paternae charitatis del papa Pío VII, nombrada sufragánea de la sede metropolitana de Aix. La nueva diócesis incluía todo el departamento francés de Var, que en ese momento también incluía el distrito de Grasse. El territorio estaba formado por las sedes prerrevolucionarias de Fréjus, Tolón, Grasse y Vence, y porciones más o menos importantes de territorio que hasta el siglo XVIII habían pertenecido a Marsella, Riez, Senez y Aix.
Un decreto consistorial del 28 de septiembre de 1852 permitió a los obispos de Fréjus añadir a su título el de sede suprimida de Tolón.
El 1 de septiembre de 1886, por decreto de la Santa Sede, la diócesis cedió el distrito de Grasse, excepto las islas de Lérins, a la diócesis de Niza.

### Diócesis de Fréjus-Tolón
El 28 de abril de 1957, en virtud de la bula Qui arcana Dei del papa Pío XII, la sede diocesana, la curia y la catedral fueron trasladadas de Fréjus a Tolón, la antigua catedral de Fréjus se convirtió en concatedral y la diócesis asumió su nombre actual.
El 8 de diciembre de 2002, con la reorganización de los distritos eclesiásticos franceses, la diócesis de Fréjus-Tolón se convirtió en sufragánea de la arquidiócesis de Marsella.

## Estadísticas
Según el Anuario Pontificio 2022 la diócesis tenía a fines de 2021 un total de 645 200 fieles bautizados.
| Año                                                                             | Población            | Población | Población      | Sacerdotes | Sacerdotes    | Sacerdotes    | Bautizados por sacerdote | Diáconos permanentes | Religiosos | Religiosos | Parroquias |
| Año                                                                             | Bautizados católicos | Total     | % de católicos | Total      | Clero secular | Clero regular | Bautizados por sacerdote | Diáconos permanentes | Varones    | Mujeres    | Parroquias |
| ------------------------------------------------------------------------------- | -------------------- | --------- | -------------- | ---------- | ------------- | ------------- | ------------------------ | -------------------- | ---------- | ---------- | ---------- |
| 1950                                                                            | 350 000              | 377 100   | 92.8           | 360        | 210           | 150           | 972                      |                      | 150        | ?          | 180        |
| 1969                                                                            | ?                    | 556 000   | ?              | 328        | 243           | 85            | ?                        |                      | 87         | 800        | 126        |
| 1980                                                                            | 563 000              | 647 000   | 87.0           | 358        | 203           | 155           | 1572                     | 1                    | 179        | 660        | 194        |
| 1990                                                                            | 560 000              | 763 500   | 73.3           | 352        | 208           | 144           | 1590                     | 6                    | 164        | 533        | 196        |
| 1999                                                                            | 700 000              | 880 000   | 79.5           | 396        | 196           | 200           | 1767                     | 13                   | 220        | 400        | 196        |
| 2000                                                                            | 700 000              | 898 000   | 78.0           | 383        | 187           | 196           | 1827                     | 13                   | 254        | 498        | 196        |
| 2001                                                                            | 700 000              | 832 291   | 84.1           | 338        | 191           | 147           | 2071                     | 18                   | 199        | 413        | 139        |
| 2002                                                                            | 628 600              | 898 000   | 70.0           | 318        | 217           | 101           | 1976                     | 18                   | 125        | 413        | 139        |
| 2003                                                                            | 628 600              | 898 000   | 70.0           | 241        | 174           | 67            | 2608                     | 22                   | 111        | 410        | 139        |
| 2004                                                                            | 627 000              | 898 000   | 69.8           | 309        | 189           | 120           | 2029                     | 24                   | 186        | 424        | 196        |
| 2006                                                                            | 660 000              | 1 100 000 | 60.0           | 307        | 204           | 103           | 2149                     | 18                   | 159        | 391        | 197        |
| 2013                                                                            | 682 000              | 1 142 000 | 59.7           | 311        | 216           | 95            | 2192                     | 20                   | 154        | 450        | 166        |
| 2016                                                                            | 602 000              | 1 028 583 | 58.5           | 301        | 212           | 89            | 2000                     | 22                   | 115        | 162        | 188        |
| 2019                                                                            | 634 500              | 1 057 500 | 60.0           | 287        | 202           | 85            | 2210                     | 21                   | 110        | 162        | 188        |
| 2021                                                                            | 645 200              | 1 075 653 | 60.0           | 284        | 215           | 69            | 2271                     | 21                   | 105        | 217        | 91         |
| Fuente: Catholic-Hierarchy, que a su vez toma los datos del Anuario Pontificio. |                      |           |                |            |               |               |                          |                      |            |            |            |

## Episcopologio

### Obispos de Tolón
- Augustale † (antes de 441-después de 450)[nota 1]
- Onorato? † (mencionado en 451 circa)
- San Graziano? † (?-circa 472 falleció)
- San Cipriano † (antes de 524-549 falleció)[nota 2]
- Palladio † (549[nota 3]-después de 554)
- Desiderio I † (antes de 573-después de 585)
- Menna † (mencionado en 601)[nota 4]
- Iltigiso? † (mencionado en 614)[nota 5]
- Mario † (mencionado en 636)[nota 6]
- Anónimo † (mencionado en 680)[nota 7]
- Eustorgio † (mencionado en 879)
- Armodo † (mencionado en 899)
- Jandal † (antes de 1021-circa 1030)
- Théodad † (antes de 1031-1056)[nota 8]
- Guillaume I † (25 de enero de 1056-después de 1079)
- Arimino † (antes de 1096-después de 1110)
- Guillaume II † (antes de 1117-después de septiembre de 1165)
- Pierre Isnard † (circa 1168-1183 nombrado arzobispo de Arlés)
- Desiderio II, O.Cart. † (1183-antes de 1201 renunció)
- Ponce Rausianus, C.R.S.A. † (1201-? renunció)
- Guillaume de Soliers † (? renunció)
- Etienne † (1212-circa 1223 renunció)
- Jean Baussan † (antes de agosto de 1223-23 de enero de 1234 nombrado arzobispo de Arlés)
- Raymond de Saint-Jal (o Rostaing) † (1234-1255 falleció)
- B. (Bertrand?) † (mencionado en 1257)
- Gauthier Gaufredi † (antes de 1266-1277 falleció)
- Jean † (antes del 17 de mayo de 1279-después de 1303)
- Raymond de Rostaing † (1305-1311 falleció)
- Ponce † (mencionado en 1314)
- Elzéar de Glandèves † (antes del 2 de octubre de 1317-después del 4 de septiembre de 1323)
- Hugues I † (menzionato nel de junio de 1324)
- Pierre de Guillaume † (1325-6 de septiembre de 1328 nombrado obispo de Orange)
- Foulques Chatelmi, O.P. † (6 de septiembre de 1328-1329 falleció)
- Jacques de Corvo, O.P. † (31 de agosto de 1330-1341 falleció)
- Hugues Le Baille, O.E.S.A. † (9 de diciembre de 1345-? falleció)
- Pierre Gaufredi, O.E.S.A. † (23 de marzo de 1355-1358 falleció)
- Raymond de Daron, O.E.S.A † (18 de junio de 1361-noviembre de 1364)
- Guillaume de la Voute, O.S.B. † (13 de noviembre de 1364-9 de diciembre de 1368 nombrado obispo de Marsella)
- Jean Stephani de Girbioto † (27 de septiembre de 1368-1380 falleció)
- Pierre de Marville, O.P. † (1 de febrero de 1395-4 o 5 de septiembre de 1402 falleció)
- Jean de Gimbrosio † (2 de abril de 1403-1409 falleció)
- Vitale Valentini, O.F.M. † (23 de octubre de 1409-después del 25 de mayo de 1425 falleció)[nota 9]
- Nicolas Draconich † (después del 25 de julio de 1427[nota 10]-1434 falleció)
- Jean Gombard † (25 de octubre de 1434-? renunció)
- Pierre de Clapiers † (19 de septiembre de 1440-? renunció)
- Jean Huet † (16 de diciembre de 1453-1483)
  - Niccolò Fieschi † (12 de septiembre de 1484-15 de marzo de 1485 nombrado obispo de Fréjus) (obispo electo)
- Jean Albriga (o de Mixon) † (27 de noviembre de 1487-1496 renunció)
  - Guillaume Briçonnet † (20 de diciembre de 1497-1501 renunció) (administrador apostólico)
- Denis Briçonnet † (1501-13 de febrero de 1512 depuesto)
  - Niccolò Fieschi † (8 de enero de 1514-30 de julio de 1515 renunció) (por segunda vez, administrador apostólico)
  - Filos Roverella † (30 de julio de 1515-3 de septiembre de 1518 nombrado obispo de Ascoli Piceno) (obispo electo)
  - Niccolò Fieschi † (3 de septiembre de 1518-15 de junio de 1524 falleció) (por tercera vez, administrador apostólico)
  - Agostino Trivulzio † (22 de junio de 1524-7 de junio de 1535 renunció) (administrador apostólico)
- Antonio Trivulzio junior † (7 de junio de 1535-25 de junio de 1559 falleció)
- Girolamo Della Rovere † (26 de enero de 1560-12 de mayo de 1564 nombrado arzobispo de Turín)
- Thomas Jacomel, O.P. † (23 de febrero de 1565-1571 falleció)
- Guillaume du Blanc † (30 de julio de 1571-febrero de 1588 falleció)
  - Sede vacante (1588-1599)
- Aegidius de Septres † (19 de julio de 1599-2 de mayo de 1626 falleció)
- Auguste de Forbin † (21 de febrero de 1628-5 de abril de 1638 falleció)
- Jacques Danes de Marly † (9 de enero de 1640-1 de junio de 1658 renunció)
- Pierre Pingré † (17 de junio de 1658-5 de diciembre de 1662 falleció)
- Louis de Forbin d'Opède † (23 de junio de 1664-29 de abril de 1675 falleció)
- Jean de Vintimille du Luc † (27 de abril de 1676-15 de noviembre de 1682 falleció)
- Armand-Louis Bonin de Chalucet † (4 de febrero de 1692-10 de julio de 1712 falleció)
- Louis de La Tour du Pin de Montauban † (26 de septiembre de 1712-12 de septiembre de 1737 falleció)
- Louis-Albert Joly de Chouin † (5 de mayo de 1738-16 de abril de 1759 falleció)
- Alessandro Lascaris di Ventimiglia † (13 de julio de 1759-15 de marzo de 1786 falleció)
- Elléon de Castellane-Mazangues † (24 de julio de 1786-29 de mayo de 1806 falleció)[nota 11]
  - Sede suprimida

### Obispos de Fréjus
- Accetto † (374) (no confirmado)

- San Leonzio † (circa 400-después de 431)
- Teodoro † (433-después de 455 circa)
- Asterio? † (mencionado en 465)[nota 12]
- San Ausilio? †[nota 13]
- VitTurín † (mencionado en 506)
- Giovanni I † (mencionado en 524)
- Luperciano † (antes de 527-después de 529)[nota 14]
- Desiderio † (mencionado en 541)
- Espettato † (antes de 549-después de 554)
- Epifanio? † (?-582 falleció)[nota 15]
- Martino † (mencionado en 636)
- Anónimo † (mencionado en 788)
- Benedetto † (antes de 909-después de 911)
- Gonterio † (antes de 949-después de 952)
- Riculfo † (antes de 973-fines del X)
- Gaucelme † (antes de 1009/1012[nota 16]-después del 1 de diciembre de 1044)
- Bertrand I † (1044-después de 1085)
- Bérenger † (antes del 22 de agosto de 1091-5 de julio de 1131 falleció)
- Bertrand II † (1131-después de 1145)
- Pierre de Montlaur † (antes de 1154-después de 1157)
- Frédol d'Anduze † (1165/1166-circa 1197)
- Guillaume du Pont † (antes del 30 de octubre de 1198-después de julio de 1202 renunció)
- Raimond de Capella † (antes del 20 de noviembre de 1203-7 de marzo de 1206 falleció)
- Bermond Cornut † (después del 23 de septiembre de 1206-después del 12 de marzo de 1212 nombrado arzobispo de Aix)
- Raimond de Puyricard † (mencionado en 1215)
- Olivier †[nota 17]
- Bertrand de Favas † (antes de agosto de 1224-dopo l'8 de septiembre de 1233 falleció)
- Raimond Berenger † (antes del 19 de agosto de 1235[nota 18]-15 de febrero de 1248 renunció)
- Bertrand de Saint-Martin † (antes del 9 de agosto de 1248-5 de marzo de 1264 nombrado arzobispo de Aviñón)
- Pierre de Camaret † (1264-25 de diciembre de 1266 falleció)
- Guillaume de la Fonte † (1267[nota 19]-19 marzo circa 1280 falleció)
- Bertrand Comarque † (antes del 25 de mayo de 1281-19 de diciembre de 1299 falleció)
- Jacques Arnaud Duèze † (4 de febrero de 1300-18 de marzo de 1310 nombrado obispo de Aviñón, luego electo papa con el nombre de Juan XXII)
- Bertrand d'Aimini † (18 de marzo de 1310-1317/1318 falleció)
- Barthélémy Grassi † (10 de enero de 1318-5 de marzo de 1340 falleció)
- Jean d'Arpadelle † (6 de noviembre de 1340-después del 31 de mayo de 1343 falleció)
- Guillaume d'Aubussac † (4 de junio de 1343-marzo de 1346 falleció)
- Pierre Alamanni † (7 de abril de 1346-antes del 21 de noviembre de 1348 falleció)
  - Pierre du Pin † (1348-10 de diciembre de 1348 nombrado obispo de Viterbo y Tuscania) (obispo electo)
  - Guillaume Amici † (2 de marzo de 1349-9 de junio de 1360 falleció) (administrador apostólico)
- Pierre Artaudi, O.P. † (1360-1361 falleció)
- Guillaume de Ruffec † (27 de agosto de 1361-3 de noviembre de 1364 falleció)
- Raimond Daconis, O.E.S.A. † (13 de noviembre de 1364-6 de junio de 1371 nombrado obispo de Pamiers)
- Bertrand de Villemus † (6 de junio de 1371-30 de mayo de 1385 falleció)
  - Emanuel I † (1385) (obispo electo)
- Louis de Bouillac † (3 de agosto de 1385-13 de abril de 1405 falleció)
- Gilles Juvenis † (9 de septiembre de 1409-1 de febrero de 1422 falleció)
- Jean Bélard † (3 de marzo de 1422-circa 1449 falleció)
- Jacques Juvénal des Ursins † (21 de noviembre de 1449-1452 la permutó por Saint-Martin-des-Champs)
- Jacques Séguin † (20 de octubre de 1452-1453 falleció)
- Guillaume-Hugues d'Estaing † (17 de junio de 1453-28 de octubre de 1455 falleció)
- Jean du Bellay † (7 de noviembre de 1455-15 de abril de 1462 nombrado obispo de Poitiers)
- Léon Guérinet † (15 de abril de 1462-18 de julio de 1472 renunció)
- Réginald d'Angline † (18 de julio de 1472-1472 falleció)
- Urbano Fieschi † (16 de septiembre de 1472-9 de octubre de 1485 falleció)
- Niccolò Fieschi † (14 de octubre de 1485-22 de octubre de 1488 nombrado obispo de Agde)[nota 20]
- Rostan d'Ancesune † (22 de octubre de 1488[nota 21]-26 de noviembre de 1494 nombrado arzobispo de Embrun)
- Niccolò Fieschi † (25 de febrero de 1495-11 de noviembre de 1511 renunció) (por segunda vez)
- Urbano Fieschi † (11 de noviembre de 1511-23 de enero de 1524 falleció)
  - Franciotto Orsini † (15 de junio de 1524-15 de diciembre de 1525 renunció) (administrador apostólico)
- Leone Orsini † (15 de diciembre de 1525-10 de mayo de 1564 falleció)
- Bertrando de Romanis † (15 de febrero de 1566-19 de marzo de 1579 falleció)
- François de Bouliers † (22 de mayo de 1579-antes del 28 de diciembre de 1591 falleció)
- Gérard Bellenger † (2 de diciembre de 1592-1598 o 1599 falleció)
- Barthélémy Camelin † (1 de septiembre de 1599-12 de junio de 1637 falleció)
- Pierre Camelin † (12 de junio de 1637 por sucesión-de febrero de 1654 falleció)
  - Sede vacante (1654-1658)
- Giuseppe Zongo Ondedei † (8 de julio de 1658-23 de julio de 1674 falleció)
- Antoine de Clermont † (23 de marzo de 1676-24 de agosto de 1678 falleció)
- Louis d'Anglure de Bourlemont † (17 de julio de 1679-15 de julio de 1680 nombrado obispo de Carcasona)
- Luc d'Aquin † (17 de marzo de 1681-1697 renunció)
- Louis d'Aquin † (27 de marzo de 1697-30 de marzo de 1699 nombrado obispo de Séez)
- André-Hercule de Fleury † (18 de mayo de 1699-3 de mayo de 1715 renunció)
- Pierre de Castellane † (29 de mayo de 1715-21 de marzo de 1739 falleció)
- Martin du Bellay † (16 de noviembre de 1739-4 de agosto de 1766 renunció)
- Emmanuel-François de Bausset-Roquefort † (6 de agosto de 1766-1801 renunció)
  - Sede suprimida (1801-1822)
- Charles-Alexandre de Richery † (16 de mayo de 1823-27 de julio de 1829 nombrado arzobispo de Aix)
- Louis-Charles-Jean-Baptiste Michel † (27 de julio de 1829-22 de febrero de 1845 falleció)
- Casimir-Alexis-Joseph Wicart † (24 de abril de 1845-28 de septiembre de 1855 nombrado obispo de Laval)
- Joseph-Antoine-Henri Jordany † (20 de diciembre de 1855-4 de abril de 1876 renunció)
- Joseph-Sébastien-Ferdinand Terris † (7 de abril de 1876-8 de abril de 1885 falleció)
- Fédéric-Henri Oury † (10 de junio de 1886-26 de junio de 1890 nombrado obispo de Dijon)
- Eudoxe-Irénée-Edouard Mignot † (26 de junio de 1890-14 de diciembre de 1899 nombrado arzobispo de Albi)
- Aloys-Joseph-Eugène Arnaud † (14 de diciembre de 1899-17 de junio de 1905 falleció)
- Félix-Adolphe-Camille-Jean-Baptiste Guillibert † (21 de febrero de 1906-31 de mayo de 1926 falleció)
- Auguste-Joseph-Marie Simeone † (30 de julio de 1926-22 de octubre de 1940 falleció)
- Auguste Joseph Gaudel † (24 de septiembre de 1941-28 de abril de 1957 nombrado obispo de Fréjus-Tolón)

### Obispos de Fréjus-Tolón
- Auguste Joseph Gaudel † (28 de abril de 1957-30 de junio de 1960 renunció[nota 22])
- Henri-Louis-Marie Mazerat † (30 de junio de 1960 por sucesión-11 de diciembre de 1961 nombrado obispo de Angers)
- Gilles-Henri-Alexis Barthe † (4 de mayo de 1962-8 de febrero de 1983 retirado)
- Joseph Théophile Louis Marie Madec † (8 de febrero de 1983-16 de mayo de 2000 retirado)
- Dominique Marie Jean Rey, Comm. l'Emm. (16 de mayo de 2000-7 de enero de 2025; renunció)

### Para la sede de Fréjus
- (en latín) Denis de Sainte-Marthe, Gallia christiana, vol. I, París, 1715, col. 418-454
- (en latín y francés) Joseph Hyacinthe Albanès, Gallia christiana novissima, Tomo I, Montbéliard, 1899, col. 305-432
- (en francés) Louis Duchesne, Fastes épiscopaux de l'ancienne Gaule, vol. I, París, 1907, pp. 285-286
- (en latín) Pius Bonifacius Gams, Series episcoporum Ecclesiae Catholicae, Ratisbona, 1873, pp. 551-552
- (en latín) Konrad Eubel, Hierarchia Catholica Medii Aevi, vol. 1, p. 252; vol. 2, p. 155; vol. 3, pp. 197-198; vol. 4, p. 189; vol. 5, pp. 203-204; vol. 6, p. 218
- (en francés) H. Espitalier, Les Evêques de Fréjus du XIIIe à la fin du XVIIIe siècle, Draguignan, 1898
- (en francés) Roger Aubert, v. Fréjus, «Dictionnaire d'Histoire et de Géographie ecclésiastiques», vol. XVIII, París, 1977, col. 1219-1240

### Para la sede de Tolón
- (en latín) Denis de Sainte-Marthe, Gallia christiana, vol. I, París, 1715, col. 739-762
- (en francés) Louis Duchesne, Fastes épiscopaux de l'ancienne Gaule, vol. I, París, 1907, pp. 277-278
- (en latín) Pius Bonifacius Gams, Series episcoporum Ecclesiae Catholicae, Ratisbona, 1873, pp. 636-637
- (en latín) Konrad Eubel, Hierarchia Catholica Medii Aevi, vol. 1, pp. 487-488; vol. 2, pp. XXXIX, 252; vol. 3, p. 315; vol. 4, p. 339; vol. 5, p. 377; vol. 6, p. 404
- (en italiano) Gaetano Moroni, v. Tolone o Toulon, Dizionario di erudizione storico-ecclesiastica, vol. LXXVII, Venecia, 1856, pp. 4-9
- (en inglés) Ficha de la diócesis de Tolón en www.catholic-hierarchy.org/